# Shoya Nakajima
Shoya Nakajima (中島 翔哉 Nakajima Shōya?), född 23 augusti 1994, är en japansk fotbollsspelare som spelar för Porto.

## Klubbkarriär
I juli 2019 värvades Nakajima av Porto, där han skrev på ett femårskontrakt.

## Landslagskarriär
I augusti 2016 blev han uttagen i Japans trupp till fotbolls-OS 2016.